# Secondo Fronte Nazionale dell'Escambray
Il Secondo Fronte Nazionale dell'Escambray è stato un gruppo guerrigliero indipendente a Cuba guidato da Eloy Gutiérrez Menoyo e dal dr. Armando Fleites, il gruppo includeva Ramiro Lorenzo, Jorge Castellon, Jesus Carreras Saya, Lázaro Artola, Genaro Arroyo e altri nelle montagne Escambray al centro di Cuba. Il rivoluzionario di origine statunitense William Alexander Morgan era anch'egli membro del secondo fronte nazionale.

## Storia
Il gruppo ribelle combatté contro il regime del presidente Fulgencio Batista. Il secondo fronte nazionale era nato da una scissione dal Directorio Revolucionario Estudiantil, gruppo responsabile dell'attacco al palazzo presidenziale di Batista avvenuto il 13 marzo del 1957 organizzato dal leader José Antonio Echeverría, che morì proprio lo stesso giorno in un incidente. Alcuni dei membri più importanti del secondo fronte nazionale erano Max Lesnik e Lázaro Artola.
Il manifesto dell'escambray del direttorio rivoluzionario del 24 febbraio del 1958 prevedeva simultanei attacchi urbani e guerriglie contro Batista. Il manifesto chiedeva la restaurazione della costituzione cubana del 1940 e per la rivoluzione sociale, mentre attaccava coloro che pochi anni prima avevano supportato i nazisti nei territori conquistati in Europa, una diretta critica ai comunisti. Mentre tale manifesto circolava sull'isola, la guerriglia sull'Escambray acquisiva sempre più forza.
Eloy Gutiérrez Menoyo e alcuni dei suoi uomini, provenienti dalla prima incarnazione del fronte dell'Escambray formato nel 1957 come un gruppo filo-castrista, formarono una seconda versione del fronte nazionale stavolta anti-castrista.